# Белорусское имя
Белорусское имя — традиционное и распространённое имя для белорусов. В Беларуси пользуются именной моделью, предполагающей личное имя, отчество и фамилию.

## Личное имя
Современные имена, употребляемые в Беларуси, России и Украине, в подавляющем большинстве заимствованы из других языков (древнегреческий, латинский, древнееврейский и др.), из которых они попали в белорусский язык через греческий и церковнославянский вместе с принятием христианства. Естественно, что с течением времени появились и новые имена, пришедшие из других языков в результат культурных и экономическо-политических связей между разным нациями.
Для белорусского языка присущи народные имена, характеризующийся отсутствием одной строго закрёпленной (канонической) формы, как в русской православной традиции (напр., Юрась, Юрок, Юрка, а не только Юрий), а также отсутствием параллельного употребления отчеств вместе с именами (напр., Юрчиха, когда её папой был Юрка). Однако в результате русификации, которая происходила в советское время, в белорусском языке народные имена были вытеснены из официального обихода православными каноническими формами имён. Нельзя было в документах записать ребёнка Юрком или Юрасем, однако в советские времена (особенно во времена коллективизации и индустриализации) легко можно было записаться Трактором (Трактор Иванович), Октябриной, Биссектрисой и Конституцией.

## Фамилия
Белорусская фамилия сформировались в контексте общеевропейского процесса. Древнейшие из них датируются концом XIV — началом XV века, когда территория Беларуси входила в состав Великого Княжества Литовского. Результатом сложного и длительного пути развития антропонима в разных регионах стала разнородность белорусских фамилий. Основная часть белорусских фамилий появилась в XVII — XVIII веках, однако они не были устойчивы, обязательными. Строго наследственными и юридически закрепленными они стали лишь в 1930-х годах.

## Отчество
Отчество употребляется у русских, украинцев и белорусов. Отчество восходит к древнему патронимическому наименованию (лат. pater «отец»), указывавшему на происхождение от определённого родоначальника по линии отца или деда. Отчества у восточных славян встречаются ещё в первых письменных памятниках. Отчество добавляется к имени, чтобы подчеркнуть уважение к личности, обычно взрослого человека. Они образуются разными способами, однако среди них преобладает образование путем присоединения к имени отца суффиксов для мужчин -ович/-евич (-авiч/-евiч), а для женщин — -овна/-евна (-аўна/-еўна). Выбор суффиксов зависит от качества концевого согласного родительского имени, а также от ударения. В отличие от первого компонента, который выбирается произвольно из определённого круга готовых имен, отчества патронимические, не обладают свободой выбора, поскольку патроним предопределяется именем отца. Свободный выбор возможен только в критических ситуациях, когда имя отца остаётся неизвестным. Вторые компоненты содержат и определенное лексическое значение: сын или дочь того лица, что названо мотивировочной основой (Иванович, Ивановна — сын, дочь Ивана). Отчество обязательно
требуется официальной сферой употребления имён, причём место нахождения в формуле строго не фиксируется.